# 埃爾韋·拉米扎納
埃爾韋·馬馬杜·拉米扎納（法語：Hervé Mamadou Lamizana，1981年1月22日—）為象牙海岸男子籃球運動員，擁有象牙海岸、法國以及美國國籍。拉米扎納出生於象牙海岸阿必尚，14歲時前往美國紐澤西州，就讀聖博德高中，並開始接受籃球訓練，高中畢業後進入羅格斯大學入讀。拉米扎納在2004年NBA选秀上未獲得任何球隊的青睞，拉米扎納從土耳其電信展開個人職業生涯。2005年11月25日，拉米扎納開始代表韓國籃球聯賽安養KT&G風箏出賽。出賽四場以後，拉米扎納於12月4日正式加入球隊。2006年8月拉米扎納在中国男子篮球职业联赛外援選秀中被山东金狮摘牌。2006-07賽季以及2007-08賽季拉米扎納場均表現分別為22.0分、11.2籃板、2.58，與22.7分、9.9籃板、2.8阻攻，並連兩個賽季拿下盖帽王頭銜。
2009年8月拉米扎納從全国男子篮球联赛第二階段開始替东莞柏宁出賽，最終东莞柏宁奪下該屆NBL冠軍。2009-10賽季拉米扎納加入天津金狮，該季場均表現為25.6分、10.3籃板、3.1助攻，抱回盖帽王殊榮。2010年10月天津金狮與拉米扎納完成續約。2011年3月天津金狮提前與拉米扎納終止合約，媒體報導疑似與拉米扎納對陣前東家山东金狮時消極比賽有關，2010-11賽季拉米扎納共出賽27場，場均可挹注24.4分、10.4籃板、3.2助攻、3.6阻攻，蟬聯盖帽王獎項。2012年1月拉米扎納重返天津金狮取代大卫·哈里森，拉米扎納該賽季出賽8場，場均表現為21.3分、10.1籃板、2.6助攻、2.5阻攻。
2013年1月新北裕隆納智捷在第10季SBL超級籃球聯賽洋將大限當天註冊拉米扎納，拉米扎納總計代表裕隆出賽14場例行賽，場均貢獻23.1分、12.4籃板、2.7阻攻，季後賽上陣六場，場均挹注18.8分、11.8籃板、4.7阻攻。2013年9月拉米扎納加盟广西威壮參加亚洲职业男篮挑战赛，最終广西威壮在亚洲职业男篮挑战赛南宁站以第三名坐收，之後拉米扎納加入新賽季升上CBA的四川蓝鲸，拉米扎納場均可為四川蓝鲸挹注13.8分、8.3籃板、1.3助攻、1.5阻攻。2014年3月拉米扎納在PBA委員盃Air21快遞陣中作為外籍球員，之後被韋斯利·威瑟斯龐取代，拉米扎納留下出賽四場，場均20分、12籃板、3.8阻攻的成績。
2015年1月裕隆在第12季SBL洋將大限前註冊拉米扎納取代德里克·卡拉科特。2016年9月拉米扎納確定第14季SBL重返裕隆，該季拉米扎納拿下阻攻王以及超級籃球聯賽年度前場防守球員殊榮。2018年1月第15季SBL拉米扎納加盟台灣啤酒頂替連恩·麥克莫羅，拉米扎納替台啤出賽四場，留下場均8.5分、7.5籃板的表現，在洋將大限前被沃尔特·夏普取代。
拉米扎納於2010、2011、2013、2019年代表象牙海岸出征國際賽場。2010年世界籃球錦標賽象牙海岸隊與中国隊小組賽同組，中国隊從象牙海岸隊身上取得小組賽的唯一勝利，該役拉米扎納僅攻下3分，身上背負四次犯規。由於波多黎各隊戰勝中国隊，波多黎各隊只要擊敗象牙海岸隊就能出線，而拉米扎納全場攻下17分、5籃板、5次阻攻，最終象牙海岸隊以88比79擊退波多黎各隊，符合波多黎各隊得71分以上、象牙海岸隊的勝分差介於6到12分的要件，幫助中国隊憑著得失分率取得16強資格。之後拉米扎納收到來自中国隊的感謝。

## 外部連結
- 埃爾韋·拉米扎納在fiba.basketball（英语）
- 埃爾韋·拉米扎納在archive.fiba.com（archived）（英语）
- 埃爾韋·拉米扎納在土耳其籃球超級聯賽（英语）
- 埃爾韋·拉米扎納在Basketball-Reference.com（國際）（英语）
- 埃爾韋·拉米扎納在Sports-Reference.com（NCAA）（英语）
- 埃爾韋·拉米扎納在Eurobasket.com（球員）（英语）
- 埃爾韋·拉米扎納在RealGM（英语）
- 埃爾韋·拉米扎納在Proballers（英语）
- 埃爾韋·拉米扎納在中国篮球数据库（新浪网）